# Lijst van voetbalinterlands Bahrein - Palestina
Deze lijst van voetbalinterlands is een overzicht van alle officiële voetbalinterlands tussen de nationale teams van Bahrein en Palestina. De landen hebben tot nu toe acht keer tegen elkaar gespeeld. De eerste ontmoeting was een vriendschappelijke wedstrijd op 18 augustus 2004 in Muharraq. De laatste keer dat beide landen tegenover elkaar stonden, eveneens in een vriendschappelijk duel, was op 25 maart 2023 in Muharraq.

## Wedstrijden
| № | Plaats    | Datum            | Competitie                | Wedstrijd           | Uitslag |
| - | --------- | ---------------- | ------------------------- | ------------------- | ------- |
| 1 | Muharraq  | 2 september 2004 | Vriendschappelijk         | Bahrein − Palestina | 1 − 0   |
| 2 | Muharraq  | 16 februari 2006 | Vriendschappelijk         | Bahrein − Palestina | 0 − 2   |
| 3 | Muharraq  | 6 december 2011  | Vriendschappelijk         | Bahrein − Palestina | 0 − 1   |
| 4 | Doha      | 20 december 2011 | Pan Arabische Spelen 2011 | Bahrein − Palestina | 3 − 1   |
| 5 | Al Wakrah | 29 november 2012 | Vriendschappelijk         | Palestina − Bahrein | 0 − 2   |
| 6 | Riffa     | 6 juni 2017      | Vriendschappelijk         | Bahrein − Palestina | 0 − 2   |
| 7 | Riffa     | 22 maart 2018    | Vriendschappelijk         | Bahrein − Palestina | 0 − 0   |
| 8 | Muharraq  | 25 maart 2023    | Vriendschappelijk         | Bahrein − Palestina | 1 − 2   |

## Samenvatting
| Competitie           | Totaal gespeeld | Winst Bahrein | Gelijk | Winst Palestina | Doelsaldo Bahrein – Palestina |
| -------------------- | --------------- | ------------- | ------ | --------------- | ----------------------------- |
| Pan Arabische Spelen | 1               | 1             | 0      | 0               | 3 − 1                         |
| Vriendschappelijk    | 7               | 2             | 1      | 4               | 4 − 7                         |
| Totaal               | 8               | 3             | 1      | 4               | 7 − 8                         |

Wedstrijden bepaald door strafschoppen worden, in lijn met de FIFA, als een gelijkspel gerekend.